# Tjube
Tjube (russisch Тюбе) ist eine Siedlung städtischen Typs in der Republik Dagestan in Russland mit 6496 Einwohnern (Stand 14. Oktober 2010).

## Geographie
Der Ort liegt knapp 20 km Luftlinie westnordwestlich der Republikhauptstadt Machatschkala am Rand des Großen Kaukasus, am linken Ufer des Flusses Schuraosen gegenüber der zum Stadtkreis Machatschkala gehörigen Siedlung Schamchal-Termen.
Tjube gehört zum Rajon Kumtorkalinski und befindet sich etwa 3 km nördlich von dessen Verwaltungszentrum Korkmaskala. Es ist Sitz und einzige Ortschaft der Stadtgemeinde (gorodskoje posselenije) Possjolok Tjube. Die Siedlung ist überwiegend von Kumyken (35 %), Darginern (25 %) und Awaren (21 %, alles 2010) bewohnt; sie gehört zusammen mit dem östlich benachbarten Schamchal zu den Orten, in denen die meisten Angehörigen der kleinen Ethnie der Agulier außerhalb ihres eigentlichen Siedlungsgebietes im Agulski rajon um Tpig leben.

## Geschichte
Das frühere Dorf entwickelte sich beschleunigt mit der Ansiedlung von Industriebetrieben in den 1970er- und 1980er-Jahren. 1985 erhielt es den Status einer Siedlung städtischen Typs. In dieser Zeit war Tjube der Verwaltung des Kirowski rajon, eines der drei Verwaltungsbezirke der Stadt Machatschkala, unterstellt. Mit Wiederherstellung des 1944 aufgelösten Kumtorkalinski rajon am 18. September 1992 wurde die Siedlung diesem zugeschlagen.

### Bevölkerungsentwicklung
| Jahr | Einwohner |
| ---- | --------- |
| 1989 | 3059      |
| 2002 | 6040      |
| 2010 | 6496      |

Anmerkung: Volkszählungsdaten

## Verkehr
Etwa 3 km südwestlich bei Korkmaskala verläuft die föderale Fernstraße R217 Kawkas (früher M29; auf diesem Abschnitt, bis Machatschkala, zugleich Teil der Europastraße 50), die entlang dem Nordrand des Kaukasus und der Küste des Kaspischen Meeres in Richtung Aserbaidschan führt.
Die nächstgelegene Bahnstation befindet sich gut 3 km östlich in der Siedlung Schamchal an der Strecke Rostow am Don – Machatschkala – Baku. Am Ort vorbei verläuft die Nebenstrecke von Schamchal nach Buinaksk; diese besitzt beim Ort keinen Bahnhof, aber Gleisanschlüsse zu den Industriebetrieben.